# Gravura lui Flammarion

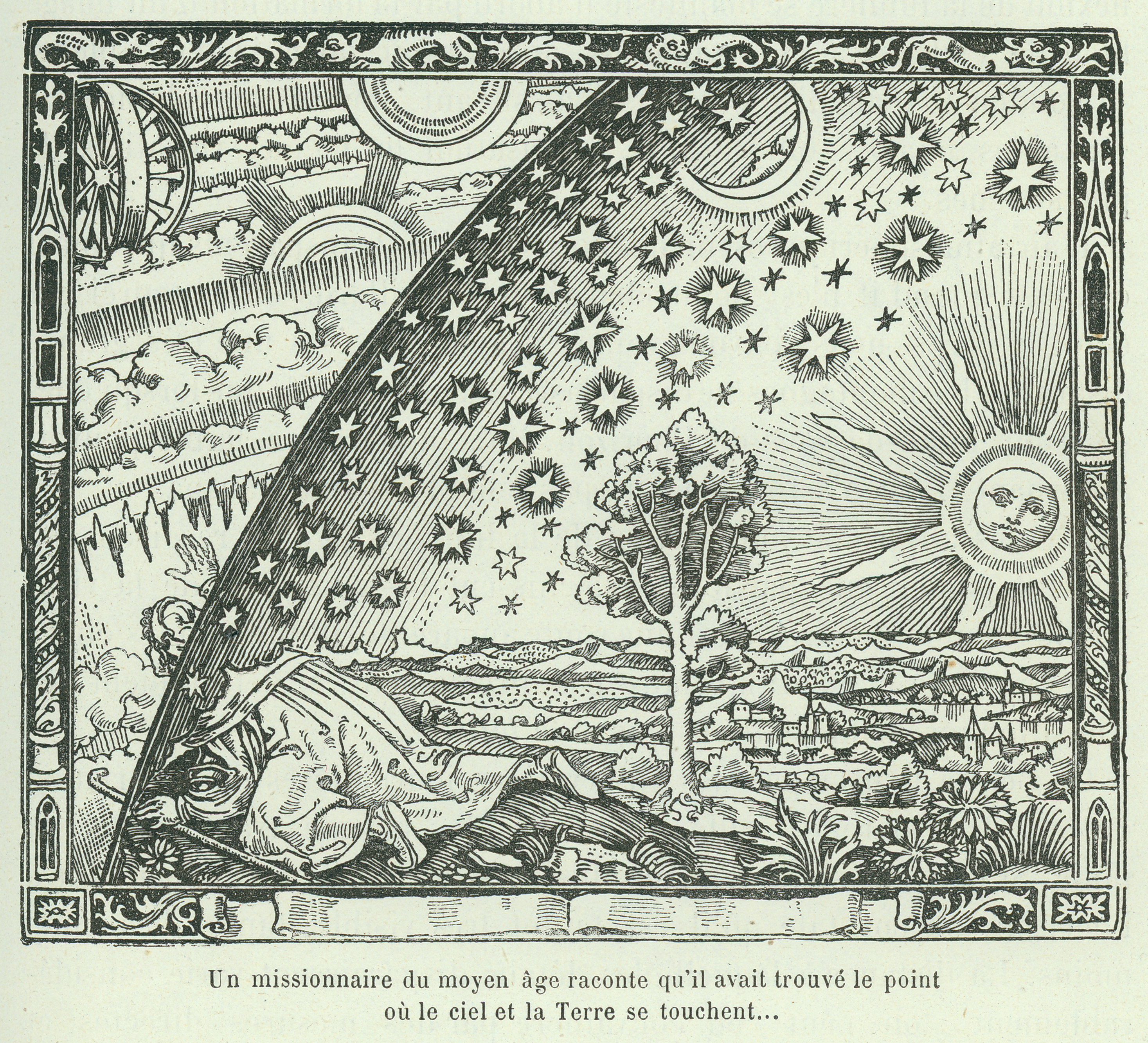
Gravura lui Flammarion

Gravura lui Flammarion este o ilustrație apărută în cartea lui Camille Flammarion L'Atmosphere: Météorologie Populaire, la pagina 163, carte apărută la Paris în anul 1888. Ilustrația a apărut în numeroase rânduri pentru a reprezenta descoperirea astronomiei de către om. În această enigmatică ilustrație, a cărei autor este necunoscut, este reprezentat un om, un posibil astronom, care privește, prin atmosfera terestră ca și cum aceasta ar fi o cortină care poate fi dată la o parte, modul de funcționare al universului. Textul care însoțea ilustrația în cartea lui Flammarion zicea:
„Așadar, ce este această boltă albastră, care cu siguranță există și ne împiedică să vedem stelele pe timpul zilei.”

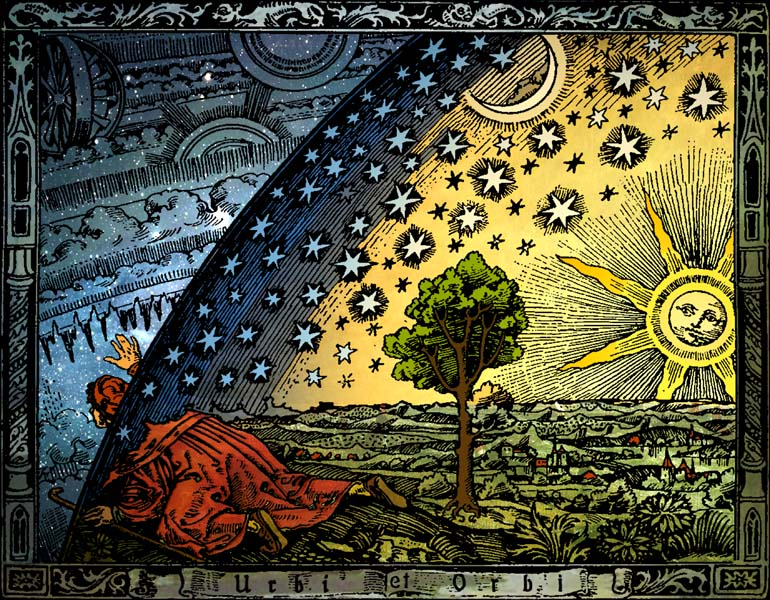
Versiune colorată apărută în 1998

Gravura a fost descrisă, de către numeroase surse, în mod eronat, ca aparținând perioadei medievale, fapt datorat viziunii simple asupra lumii fiind considerată chiar o ilustrație a vechii teorii care afirma că Pământul este plat. În prezent, se pot găsi și versiuni colorate ale ilustrației.